# Cheilotrichia longisquama
Cheilotrichia longisquama är en tvåvingeart som först beskrevs av Alexander 1938.  Cheilotrichia longisquama ingår i släktet Cheilotrichia och familjen småharkrankar. Inga underarter finns listade i Catalogue of Life.